# みえないストーリー
「みえないストーリー」は、岸本早未の3枚目のシングル。

## 解説
- 前作から3ヶ月ぶりにリリースされたシングル（アルバムから数えれば2ヶ月ぶり）。
- 表題曲は3作連続となるGARNET CROWのAZUKI七作詞、大野愛果作曲作品。TBS系アニメ『探偵学園Q』のエンディングテーマ。この曲で『ポップジャム』にも出演した。
- 4曲目に収録されているTV versionは上記アニメでオンエアされた形式のもの。
- 3曲目の「テレパシー」はシングルに初めて収録された本人作詞曲。後に、作曲を手掛けたGARNET CROWの岡本仁志がソロアルバム「FF/REWIND」にて、セルフカバー。

## 収録曲
1. みえないストーリー
作詞:AZUKI七　作曲:大野愛果　編曲:小林哲
2. It's so easy...
作詞:AZUKI七　作曲:村田浩一・加藤功美　編曲:Dr.Terachi & Pierrot Le Fou
3. テレパシー
作詞:岸本早未　作曲・編曲:岡本仁志
4. みえないストーリー (TV on air version)
編曲:尾城九龍
5. みえないストーリー (Instrumental)